# Albuca foetida
Albuca foetida es una especie de Albuca originaria de Namaqualand en Sudáfrica, descrita por primera vez en 1996 en Feddes Repertorium.

## Descripción
Albuca foetida es una especie geófita, tiene bulbos, y tiene hojas delgadas y verdes con tricomas. Las hojas se curvan cuando hay suficiente sol. Las hojas miden entre 4 y 5 pulgadas de largo. Las glándulas emiten un olor desagradable.

## Hábitat
Esta planta crece en los desiertos de Namaqualand. Crece en una clima subtropical 

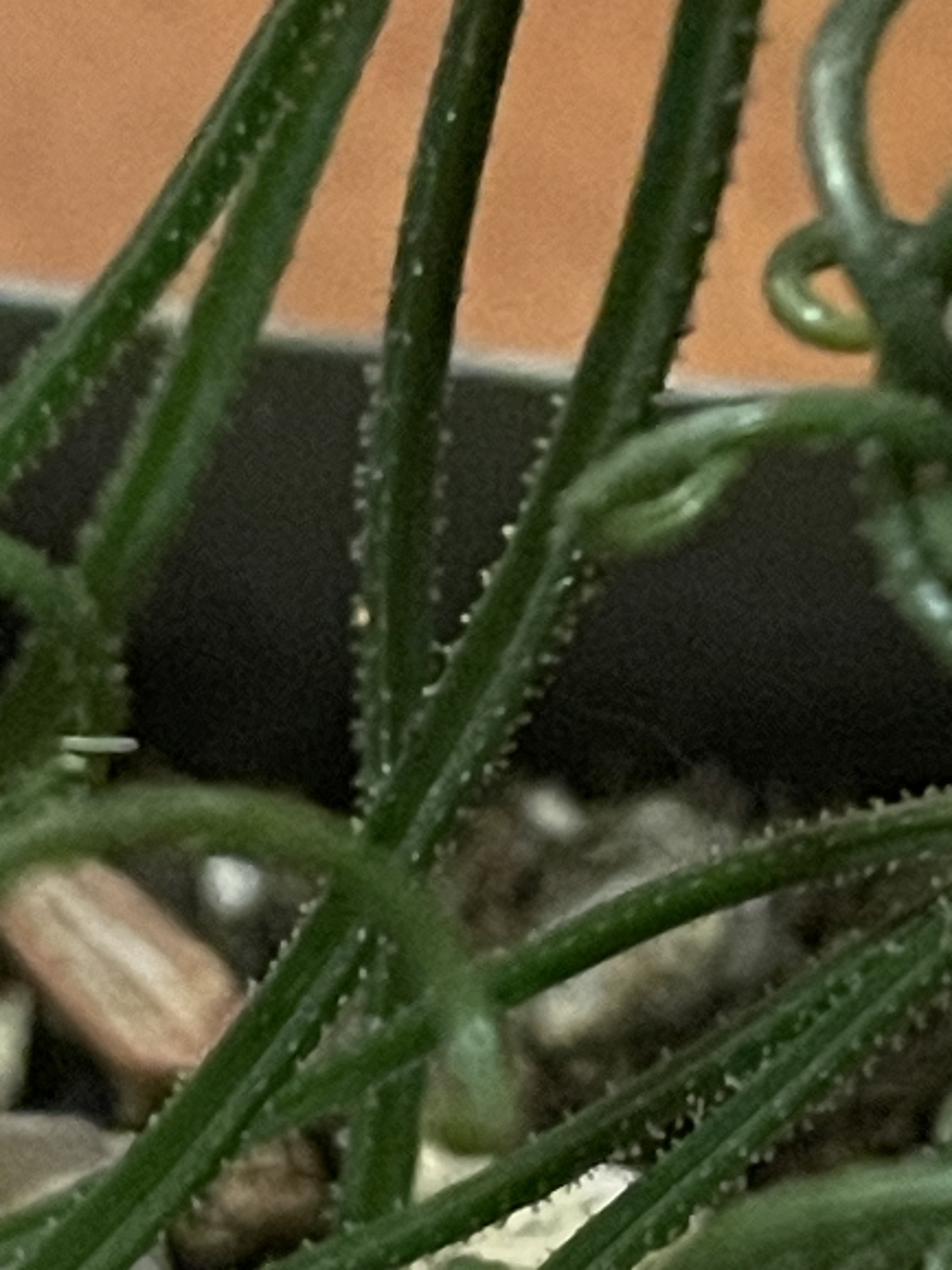
Tricomas
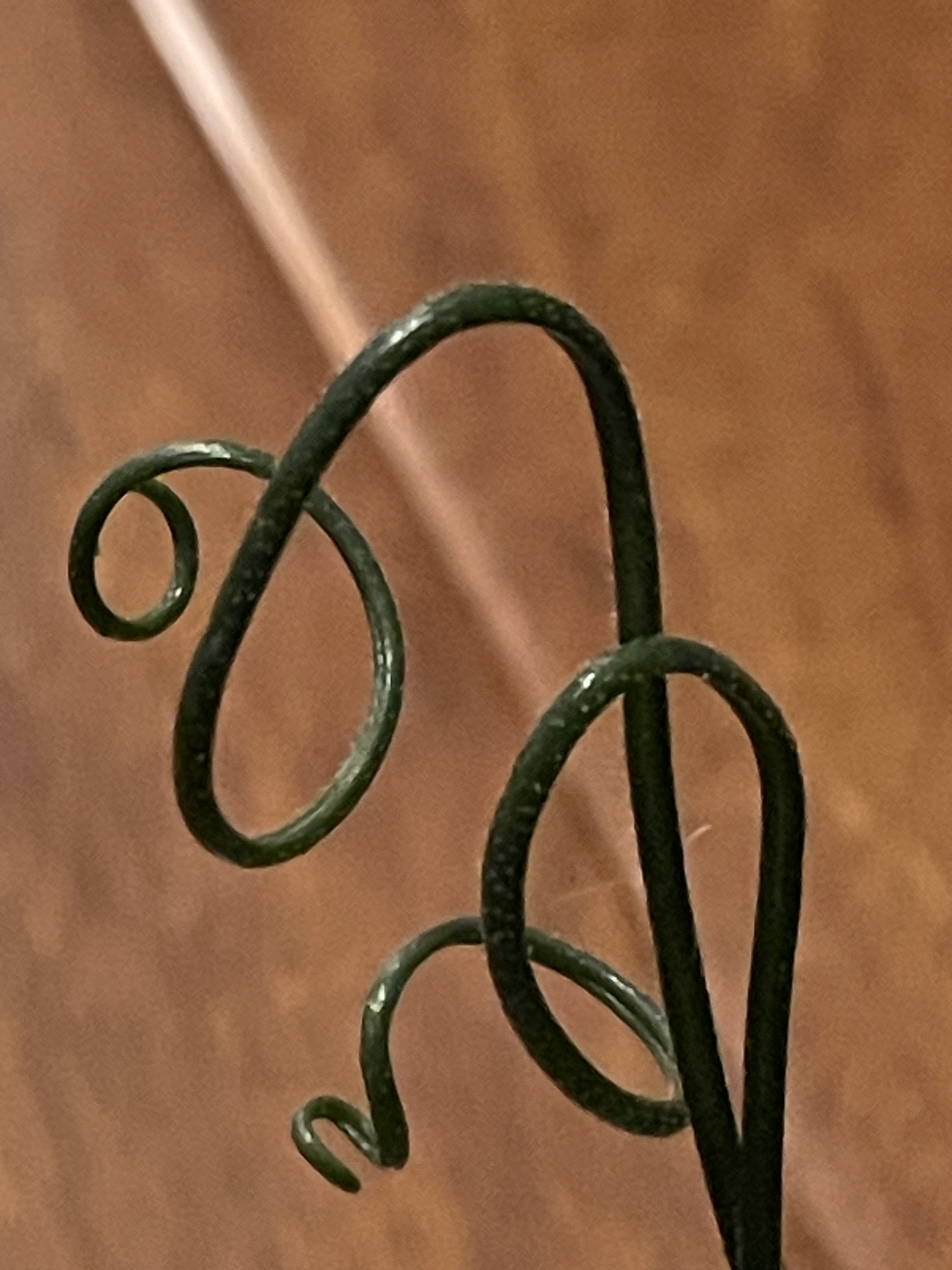
Primer plano de las hojas rizadas